# Piper chamissonis
Piper chamissonis är en pepparväxtart som beskrevs av Ernst Gottlieb von Steudel. Piper chamissonis ingår i släktet Piper och familjen pepparväxter. Inga underarter finns listade i Catalogue of Life.